# Louis Auguste Le Tonnelier de Breteuil

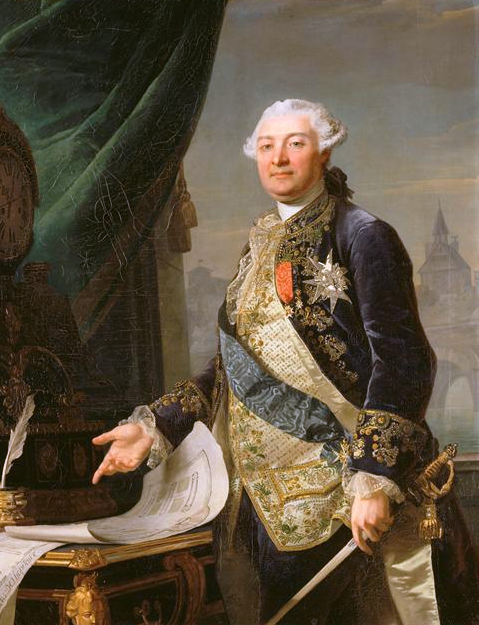
Louis Auguste Le Tonnelier de Breteuil, gemalt von François-Guillaume Ménageot.

Louis Charles Auguste le Tonnelier, Baron de Breteuil (* 7. März 1730 in Azay-le-Ferron, heutiges Département Indre; † 2. November 1807 in Paris) war ein französischer Diplomat.

## Leben und Wirken
Breteuil war erst achtundzwanzig, als er 1758 von Ludwig XV. zum Gesandten beim Kurfürsten von Köln ernannt wurde; zwei Jahre später wurde er als Botschafter am russischen Hof nach Sankt Petersburg entsandt. Er arrangierte, dass er während der Palastrevolution, durch die Katharina II. auf den Thron gebracht wurde, zeitweilig abwesend von seinem Posten sein würde. 1769 wurde er als Gesandter an den schwedischen Hof nach Stockholm versetzt, und anschließend vertrat er den französischen König am kaiserlichen Hof in Wien, dem königlichen Hof in Neapel und wiederum Wien bis 1783, als er zurückberufen wurde, um Minister des königlichen Haushalts zu werden. In dieser Funktion führte er weitgehende Reformen in der Gefängnisverwaltung durch. Als enger Freund von Marie-Antoinette kam er sogleich in Konflikt mit Calonne, der 1787 seine Entlassung forderte. Sein Einfluss auf den König und insbesondere die Königin blieb unerschüttert.
Bei Neckers Entlassung am 11. Juli 1789 folgte Breteuil ihm als Hauptminister nach. Der Fall der Bastille drei Tage später bereitete dem neuen Kabinett das Ende, und Breteuil begab sich mit den ersten Emigranten in die Schweiz. In Solothurn im November 1790 erhielt er von Ludwig XVI. die exklusive Vollmacht, mit den europäischen Höfen zu verhandeln, und in seinen Bemühungen, die unkluge Diplomatie der emigrierten Prinzen zu kontrollieren, kam er bald in Konflikt mit seinem alten Rivalen Calonne, der einer ihrer Hauptberater war. 1791 ließ er zur Zerstreuung der Emigranten einen Spazierweg durch die Verenaschlucht bei Solothurn anlegen.
Nach dem Scheitern der Flucht nach Varennes, an deren Planung er beteiligt gewesen war, erhielt Breteuil von Ludwig XVI. Anweisungen, die bestimmt waren, wieder freundschaftliche Beziehungen mit den Prinzen herzustellen. Sein Misstrauen gegenüber den Brüdern des Königs und seine Verteidigung des Vorrechts von Ludwig XVI. waren in gewissem Maße gerechtfertigt, aber seine unnachgiebige Haltung gegenüber den Prinzen betonte in den Augen der ausländischen Herrscher die Uneinigkeit der königlichen Familie. Diese sahen in dem Comte de Provence den natürlichen Repräsentanten seines Bruders und fanden in den widersprüchlichen Aussagen der Unterhändler einen Vorwand für ihre Nichteinmischung zugunsten Ludwigs. Breteuil selbst war das Ziel von heftigen Angriffen vonseiten der Partei der Prinzen, die behauptete, dass er darauf beharre, Befugnisse zu beanspruchen, die von Ludwig XVI. aufgehoben worden seien. Nach der Hinrichtung Marie-Antoinettes zog er sich nahe Hamburg in das Privatleben zurück und kehrte erst 1802 nach Frankreich zurück.
1785 wurde er Ehrenmitglied der Académie des sciences.